# Ашшур-надин-шуми
Ашшур-надин-шуми (букв. «Ашшур даровал потомство») — царь Вавилонии, правил приблизительно в 700 — 694 годах до н. э.
Ашшур-надин-шуми, старший сын Синаххериба, был посажен на вавилонский престол отцом вместо не оправдавшего доверия Бел-ибни.
В октябре 694 года до н. э. эламский царь Халлутуш-Иншушинак II, в ответ на вторжение ассирийцев в Элам, завоевал вавилонский город Сиппар, отрезав, тем самым, ассирийцам связь с тылом. Войско вавилонян потерпело поражение, а их царь Ашшур-надин-шуми был взят в плен и отправлен в Элам, где вскоре умер или был убит.